# Сыч, Валентин Лукич
Валенти́н Луки́ч Сыч (21 сентября 1937 — 22 апреля 1997) — советский и российский спортивный функционер, высокопоставленный сотрудник Спорткомитета СССР в 1968—1983 годах, заместитель председателя главы Спорткомитета СССР. В советское время долгое время был фактическим главой администрации сборной СССР по хоккею с шайбой и руководителем многих советских делегаций на турнирах по хоккею с шайбой. Главный редактор журнала «Научно-спортивный вестник» в 1983—1988 годах, директор Центрально научно-исследовательского института спорта в 1988—1983 годах, руководитель рабочей группы «Лилехаммер-94» при Олимпийском комитете России в 1993—1994 годах. Третий президент Федерации хоккея России в 1994—1997 годах, сменивший на этом посту Владимира Петрова. В 1996 году он учредил Российскую хоккейную лигу, пришедшую на замену Межнациональной хоккейной лиге. Заслуженный работник физической культуры Российской Федерации (1996), кандидат педагогических наук.
Утром 22 апреля 1997 года Валентин Сыч, ехавший на работу, был расстрелян наёмными убийцами недалеко от своего загородного дома в подмосковном Иванцево. В результате покушения тяжёлые ранения получила также его супруга. В ходе расследования были арестованы шесть человек, среди которых был и бывший хоккейный судья Александр Артемьев: суд признал его заказчиком убийства. Хотя все шестеро человек были признаны виновными и приговорены к тюремным срокам, в дальнейшем некоторые лица ставили под сомнение причастность Артемьева к покушению, полагая, что заказчиками могли быть другие лица.

## Биография

### Ранние годы
Валентин Лукич Сыч родился 21 сентября 1937 года в селе Лариновка Черниговской области УССР. По окончании семи классов школы поступил в физкультурный техникум. В 1959 году с отличием окончил Киевский институт физкультуры, до 1964 года работал тренером по лыжному спорту. Также был заведующим отделом спорта и вторым секретарем Черниговского обкома ВЛКСМ. В 1964—1968 годах — ответственный организатор и заместитель заведующего отделом спортивной и оборонно-массовой работы ЦК ВЛКСМ.

### Спорткомитет СССР

#### Хоккей с шайбой
В 1968—1983 годах Сыч был начальником управления спортивных игр и зимних видов спорта в Спорткомитете СССР, а позже занял должность заместителя председателя Спорткомитета СССР. Вплоть до 1983 года Сыч был одной из самых влиятельных фигур советского хоккея, часто возглавляя советские делегации на международных турнирах и фактически являясь главой администрации сборной СССР: именно он решал все бытовые и административные вопросы советских хоккеистов. Работая в связке с Сергеем Павловым, главой Спорткомитета СССР, Сыч добился значительных успехов в отечественном спорте. Всего за время работы Сыча хоккейная сборная СССР выиграла три Олимпиады, 11 чемпионатов мира, а также Кубок Вызова 1979 и Кубок Канады 1981.
Будучи важным человеком в советских хоккейных делегациях, Валентин Сыч при этом не всегда присутствовал в её расположении. Так, он не попал в делегацию сборной СССР, отправившуюся в Канаду на матчи Суперсерии-72 против канадцев. Параллельно играм Суперсерии проходили соревнования Олимпиады в Мюнхене, и Сыч вместе с Сергеем Павловым находился в Мюнхене в расположении олимпийской сборной СССР, где и смотрел хоккейные матчи в местном телецентре. При этом, по словам хоккеиста Александра Якушева, именно Сыч убедил руководство Спорткомитета СССР в необходимости сыграть с канадцами. В конце 1974 года по предложению Валентина Лукича в Спорткомитет СССР на должность тренера-методиста в отдел хоккея был приглашён Вячеслав Колосков, позже ставший начальником отдела хоккея. В 1975 году Колосков стал заместителем Сыча в делегации сборной СССР на чемпионате мира в Германии и регулировал ряд вопросов сборной, начиная от приобретения экипировки Adidas без ведома Сыча и заканчивая покупкой сувениров для советской сборной, просадившей все свои премиальные в ресторане после финала. Известно, что на том чемпионате мира несколько игроков действительно вышли на лёд в новых коньках известной фирмы, и это грозило поставить под угрозу победу сборной СССР, однако тогда всё разрешилось благополучно. Также считается, что именно при поддержке Сыча Виктор Тихонов в мае 1977 года стал главным тренером сборной СССР, сменив на этом посту Бориса Кулагина, а в том же году возглавил ЦСКА после ухода Константина Локтева. При этом современники рассказывали, что между Сычем и Анатолием Тарасовым был серьёзный конфликт: Тарасов не подпускал Сыча к сборной, а после ухода Кулагина даже пытался вернуться на тренерский пост, чему воспрепятствовал Сыч. По словам Валентина Лукича, Тарасов тогда исчерпал себя как тренер, а Тихонов показался более подходящей кандидатурой.
О работе Валентина Сыча в сборной СССР ходят ряд легенд. В частности, была распространена байка, что после третьей игры Кубка Вызова 1979 года между сборными СССР и НХЛ, в которой сборная СССР одержала победу 6:0 и выиграла главный приз, Сыч позвонил Павлову и разыграл его: сначала он грустным голосом назвал счёт третьего матча, а потом поспешно добавил, что победила именно сборная СССР. Из-за этой шутки Сычу в Спорткомитете якобы сделали внушение, заявив, что не во всех ситуациях уместны такие розыгрыши. Вячеслав Колосков при этом называл эту историю «красивой легендой». На Кубке Канады 1981 года делегацию советской сборной какое-то время возглавлял Борис Майоров: Сыч, который должен был прилететь позже, вынужден был остаться в Москве, чтобы организовать похороны погибшего Валерия Харламова. В 1981 году после финала Кубка Канады Сыч активно участвовал в спорах с канадцами, не желавшими отдавать трофей советским игрокам, поскольку тот по регламенту не являлся переходящим призом. Только в самом конце он с большим недовольством вернул канадцам трофей, а спустя некоторое время отправил массажиста сборной Олега Кученева забрать точную копию приза, изготовленную на пожертвования канадских болельщиков и переданную советской сборной. В том же году Сыч во время перерыва матча в турнире на призы газеты «Известия» отправлял игроков вручать подарки Леониду Брежневу по случаю его 75-летия, а после победного для СССР чемпионата мира в Швеции вынужден был вытаскивать из полиции задержанного Владимира Петрова.

#### Футбол
Помимо хоккея, Валентин Лукич отвечал в Спорткомитете СССР за футбол, а также входил в Центральное бюро ФИБА. В январе 1980 года он как начальник управления спортивных игр Спорткомитета СССР вручал золотые медали футболистам московского «Спартака», выигравшим союзный чемпионат в 1979 году. В том же году он работал в расположении олимпийской футбольной сборной: в перерыве матча за бронзовые медали московской Олимпиады против Югославии, по словам Сергея Боровского, Валентин Лукич ворвался в раздевалку и «навтыкал по полной программе», выдав жёсткую мотивирующую речь, и сборная СССР в итоге победила. Сыч был одним из главных людей, решавших глобальные и локальные вопросы организации московской Олимпиады. По свидетельствам современников, как функционер Сыч стремился лично вникать в суть любой проблемы и требовал от коллег также проявлять активность при решении любых вопросов.
В 1982 году на чемпионате мира в Испании после поражения в первом туре группового этапа от Бразилии 1:2 Сыч добился того, чтобы в тренерском штабе инициативу у Константина Бескова перехватил Валерий Лобановский: считается, что это даже помогло команде выйти в следующий раунд. В решающем матче второго группового этапа против сборной Польши Сыч попытался повторить успешный приём, применённый в матче за 3-е место московской Олимпиады, и в перерыве матча снова вошёл в раздевалку, произнеся жёсткую речь в отношении игроков, однако это не сработало: в следующий раунд вышла именно Польша, а не СССР. Также Сыч запомнился тем, что однажды попытался выгнать из расположения сборной СССР Олега Блохина за то, что тот ему сказал что-то резкое: конфликт удалось разрешить только усилиями Николая Старостина.

#### Отставка
Из Спорткомитета СССР Сыч ушёл, по одной версии, самостоятельно после смены руководства, когда главой Спорткомитета стал Марат Грамов, не имевший какого-либо отношения к спорту (заместителем стал некто В. М. Гаврилин, журналист газеты «Красная Звезда», не имевший никакого отношения к спорту). Четырёхкратная олимпийская чемпионка по фехтованию Галина Горохова утверждала, что Сыч почувствовал, что «не вписывается в свиту» Грамова, поэтому решил не ждать отстранения и сам написал заявление об уходе. Сам Сыч нередко говаривал, что не нравился некоторым высокопоставленным чиновникам. По другой версии, выдвигаемой Акселем Вартаняном, Валентина Сыча и Сергея Павлова отстранили от работы в Спорткомитете, возложив на них вину за провальную подготовку футбольной сборной СССР к чемпионату мира 1982 года в Испании.
После своего ухода в 1983—1988 годах Сыч работал главным редактором журнала «Научно-спортивный вестник», в 1988—1993 годах — директор Центрального научно-исследовательского института спорта. В 1993—1994 годах — руководитель рабочей группы «Лиллехаммер-94» в Олимпийском комитете России. Работа Валентина Сыча во главе рабочей группы Олимпийского комитета России «Лиллехаммер-94» была особенно ценной, поскольку олимпийскому комитету тогда не хватало квалифицированных кадров: о назначении Сыча на пост главы рабочей группы хлопотал президент Олимпийского комитета России, которому требовался опытный человек, способный проделать огромный объем работы и не сломаться. Усилия Сыча позволили российской сборной выиграть неофициальный командный зачёт и опередить хозяев по числу золотых медалей. Позже Сыч занимал пост президента Ассоциации хоккея России в 1993—1994 годах.

### Избрание на пост президента ФХР
8 апреля 1994 года, за две недели до старта чемпионата мира в Италии, Валентин Сыч не без прений сменил на посту президента Федерации хоккея России Владимира Петрова. Среди кандидатов на этот пост был президент Межнациональной хоккейной лиги Роберт Черенков, снявший в последний момент свою кандидатуру и инициировавший созыв конференции, по итогам которой Петров был отстранён от должности президента. Хотя формальной причиной отставки Петрова стал неудовлетворительный результат сборной России на Олимпиаде в Лиллехаммере (4-е место), окончательно его отстранили уже после окончания чемпионата мира, на котором россияне в число призёров не попали. Между Межнациональной хоккейной лигой и Федерацией хоккея России тогда был очень острый конфликт, связанный со взглядами на действия команды Владимира Петрова: болельщики ждали скорейшего прекращения конфликта, поскольку были крайне обеспокоены неудачами российской сборной, а Черенков лично рассчитывал на то, что Сыч сможет решить возникшие в период работы Петрова проблемы.
Сам Петров не присутствовал на апрельских выборах президента ФХР, объяснив в 1999 году, что на тот момент находился в госпитале. Однако после избрания Валентина Лукича на руководящую должность Владимир Владимирович собрал пресс-конференцию и выразил своё несогласие с результатами выборов — в итоге и Сыч, и Петров отправились на чемпионат мира в Италию, считая себя законными руководителями ФХР. Изначально организаторы турнира упоминали именно Владимира Петрова как президента ФХР, но после вмешательства генерального конгресса ИИХФ таковым стал признаваться уже Валентин Сыч. По ходу чемпионата мира в Италии произошло также избрание на президента главы ИИХФ Рене Фазеля: присутствовавший на конгрессе Сыч, по словам Роберта Черенкова, «вёл себя активно, грамотно», чем способствовал укреплению доверия в свой адрес. Петров решил оспорить избрание Сыча в судебном порядке, тем более что в руководстве ФХР продолжал царить хаос — в Люберцах группа лиц, представившаяся как «конференция ФХР», заявила об избрании на пост президента Федерации хоккея России местного хоккейного судьи Александра Артемьева, главы судейского комитета Межнациональной хоккейной лиги. По словам Черенкова, Артемьев позже начал вести некую работу по смещению Сыча. Сам Владимир Владимирович утверждал, что судился не лично с Сычем, а с Федерацией хоккея России, защищая свои честь и достоинство.
В 1995 году Петров всё же сумел оспорить решение об избрании Валентина Сыча в Хамовническом суде Москвы, однако через неделю после принятия решения окончательно ушёл в отставку и уступил пост Валентину Сычу. Официально Петров объяснил это «изменением ситуации в спортивных кругах», однако существует версия, что отказу Петрова от претензий на пост главы ФХР стало заявление Сыча о намерении изучить законность покупки двух иномарок на деньги федерации во время президентства Петрова. Также Валентин Лукич пообещал выделить деньги на проведение Кубка «Спартака», что также повлияло на решение Петрова признать Сыча законным руководителем ФХР. В 1999 году Петров заявил, что после своего восстановления в должности заключил с Сычем мирное соглашение.

### В должности президента ФХР

#### Начало работы
На должности президента ФХР Валентин Сыч проработал формально с 8 апреля 1994 года по 22 апреля 1997 года, став третьим президентом хоккейной федерации. С 17 апреля 1996 по 22 апреля 1997 года Сыч также занимал пост вице-президента Российской хоккейной лиги. На момент вступления Сыча в должность финансовое положение Федерации хоккея России было крайне плачевным: по словам финансового директора ФХР Сергея Шалимова, её суммарные долги составляли 289 миллионов рублей. Проводить финансовые операции ФХР не могла, поскольку все её счета были заморожены. Решить финансовый вопрос Сычу удалось, наладив контакт с частными предпринимателями, и в течение трёх месяцев за счёт провоза в страну табака и алкоголя, приносивших неплохие комиссионные, все долги удалось оперативно погасить. Подобные возможности у федерации появились благодаря подписанному в 1994 году президентом России Борисом Ельциным указу «О протекционистской политике в области культуры и спорта», согласно которому спортивным федерациям предоставлялись таможенные льготы на ввоз в страну товаров народного потребления. К августу ФХР получила порядка 350 млн рублей от коммерческих структур благодаря ввозу этих товаров.
По инициативе Сыча в 1995 году на чемпионат мира в Швецию отправились около 100 региональных функционеров, бывших тренеров и журналистов, которые должны были поддержать сборную России: эта поездка осуществлялась за счёт Федерации хоккея России. Однако тот турнир завершился для россиян поражением в четвертьфинале от Чехии: в холле отеля «Принц Филипп» в Стокгольме Сыч на встрече подводил итоги матча и, по свидетельству очевидцев, делал это без жёсткости, но с сочувствием. В том же году по предложению Сыча на должность генерального менеджера сборной России был назначен Борис Майоров, а также появилась женская сборная России, в которую был направлен массажист сборной СССР Олег Кученев, долгое время работавший с Сычем в сборной СССР.
В 1996 году Россия выиграла право на проведение чемпионата мира 2000 года. В соответствии с заявкой матчи чемпионата мира должны были принять Санкт-Петербург и Ярославль: по словам Валентина Лукича, в пользу выбора Ярославля сыграли его близкое расположение к Петербургу, личная заинтересованность местных властей и опыт проведения женского чемпионата Европы весной 1996 года. Однако Ярославль пришлось исключить летом 1999 года из заявки, поскольку арену к началу чемпионата мира не успевали достроить: в связи с этим был переделан календарь соревнований. Для поддержки ветеранов отечественного хоккея Федерация хоккея России в том же 1996 году заключила договор со страховой компанией «Виора» о ежегодном выделении до 1 млрд. рублей в помощь ветеранам советского хоккея, нуждающимся в помощи, и семьям умерших легенд советского хоккея. По инициативе Федерации также было внесено предложение о представлении около 80 человек к государственным наградам. Определённую помощь Сычу как главе федерации оказал Национальный фонд спорта, позволивший ФХР «не сидеть на голодном пайке» и зарабатывать достаточно средств.
В вопросе сотрудничества с НХЛ Сыч принял несколько решений, которые оцениваются современниками как спорные. Так, некоторое время Валентин Сыч сотрудничал с Сержем Ханли, который проживал в США и много общался с легионерами НХЛ: у этих игроков с Федерацией хоккея России отношения были крайне прохладные в большинстве случаев. Сыч считал, что Ханли мог благодаря своей роли посредника убедить легионеров приехать на тот или иной чемпионат мира в расположение российской сборной. Однако после чемпионата мира 1996 года от услуг Ханли Сыч отказался, доверив исполнять подобные обязанности уже Александру Стеблину. Также Сычем был заключён договор о выплатах за отъезды молодых российских хоккеистов в НХЛ, которые не должны были превышать 150 тысяч долларов за игрока: средства поступали только через ИИХФ. Предполагалось, что Сыч пытался таким образом укрепить свой авторитет в глазах президента ИИХФ Рене Фазеля. Существует версия, что в своё время Владимиру Петрову предлагали подписать контракт с НХЛ, согласно которому клубы, отпускавшие россиянина в НХЛ, получали компенсацию в размере до 400 тысяч долларов США за игрока, однако Петров этот контракт не подписал. Предложенный Сычу «кабальный договор» с компенсацией в размере до 150 тысяч долларов США поддержала ИИХФ, и тот просто не рискнул ссориться с Фазелем.

#### Скандалы в сборной России 1996 года
На чемпионате мира 1996 года, проходившем в Вене, российской сборной руководил Владимир Васильев. По инициативе Сыча в команду был включён в качестве консультанта Виктор Тихонов, а в сборную приехало большое количество игроков НХЛ. К тому моменту в сборную снова стали приезжать лучшие игроки и тренеры, а им выплачивались хорошие премиальные: Васильев, в частности, получал по 3 тысячи долларов США за игру. По ходу чемпионата мира Сыч в кругу приближённых лиц откровенно обсуждал командные дела, хотя официально не реагировал на какие-либо проблемы в сборной. Российская сборная тогда вышла в полуфинал, в связи с чем Сыч заявил, что его команда выполнила основную задачу в финансовом плане: каждый из полуфиналистов вне зависимости от результата получал премиальные в размере около 800 тысяч швейцарских франков. Однако сборная России, не потерпевшая ни одного поражения в основное время, заняла только 4-е место. В полуфинале против Канады они вели со счётом 2:0, но упустили лидерство и проиграли в серии послематчевых буллитов. В матче за 3-е место, ведя против США со счётом 3:0, россияне опять растеряли лидерство и проиграли в овертайме 3:4. После окончания матча на пресс-конференции появился Валентин Сыч, который заявил о том, что главный тренер сборной Владимир Васильев немедленно будет отправлен в отставку за неудовлетворительный результат. Последующий разбор полётов состоялся в Тольятти на территории «АвтоВАЗа», в разгар чествования хоккейного клуба «Лада», выигравшего чемпионат России. Журналист Александр Петров утверждал, что Васильев должен был остаться в сборной и возглавить её на Кубке мира в том же году, однако Сыч добился его отставки и обязал избрать нового тренера «демократическими методами». Изначально члены тренерского совета выступали за то, чтобы оставить Васильева, однако решающее слово сказал Борис Михайлов, который назвал результат неудовлетворительным и потребовал назначить главным тренером Игоря Дмитриева. Васильев в итоге взял самоотвод и ушёл с поста, хотя Сыч публично выражал готовность поговорить с ним.
Упомянутый Михайловым Игорь Дмитриев не смог поехать на Кубок мира, поскольку у него обнаружили неоперабельную опухоль головного мозга. В целом Кубок мира для российской сборной проходил тяжело из-за многочисленных конфликтов легионеров НХЛ с федерацией: Сыч был недоволен тем, что Вячеслав Фетисов и Игорь Ларионов от имени команды выдвигали разные условия федерации, часть которых ей пришлось выполнить. В частности, игроки потребовали назначить главным тренером Евгения Зимина, включить в тренерский штаб Сергея Макарова и Виктора Фёдорова, а генеральным менеджером назначить Бориса Майорова (против его кандидатуры выступил Фетисов). В итоге команду на турнир повёз Сыч, убедив возглавить сборную Бориса Михайлова и предложив ему контракт до 1998 года. Сам Михайлов утверждал, что не хотел занимать этот пост, однако его уговорил Валентин Лукич. Для российской команды Кубок сложился неудачно, поскольку россияне выбыли в полуфинале, при этом проиграв на старте канадцам 3:5 и американцам 2:5. Отчасти это было связано, что из-за травм выбыли Павел Буре и Владимир Константинов, а команда фактически раскололась на группировки. Дважды Сыч убедил Михайлова не изгонять из сборной Игоря Ларионова. После Кубка Сыч заявил, что больше не допустит повторения подобной ситуации с выдвижением игроками требований к ФХР.

#### От МХЛ к РХЛ
В сезоне 1995/1996 состоялся последний розыгрыш Межнациональной хоккейной лиги, по окончании которого МХЛ была расформирована, а её место заняла Российская хоккейная лига, где выступали исключительно российские клубы. Инициатором создания РХЛ выступил как раз Сыч, считая, что наличие иностранных клубов в чемпионате пагубно отражалось на уровне российского хоккея. Иногда он смело заявлял, что МХЛ готовит соперников сборной России для чемпионата мира, чтобы те потом обыграли россиян, однако это не совсем соответствовало реальным фактам, поскольку уровень иностранных клубов был и без того низким, а лучшие иностранные игроки ближнего зарубежья играли только в России. Первую попытку учреждения РХЛ Сыч предпринимал ещё в 1995 году, однако президент МХЛ Роберт Черенков тогда воспрепятствовал этому. После расформирования МХЛ и учреждения РХЛ Сыч получил прозвище «Хоккейный босс».
Одной из возможных причин выступления Сыча против МХЛ была самостоятельная финансовая деятельность последней, и Сыч не хотел делить не только сферы влияния, но и финансовые средства. Так, из-за того, что МХЛ подготовила более выгодный рекламный контракт на сумму 9 миллионов немецких марок, он и вовсе отказался ставить подпись на контракте. Последний сезон МХЛ также был омрачён скандалом, поскольку регламент не предусматривал, кто будет становиться выше в турнирной таблице в случае равенства команд по очкам. По итогам второго этапа 3-е и 4-е место поделили омский «Авангард» и уфимский «Салават Юлаев»: хотя омичи стояли выше за счёт лучших результатов в личных встречах, в регламенте не было явно указано, учитываются ли матчи первого этапа. После долгих споров между ФХР и МХЛ бронзовые медали было решено вручить одновременно обеим командам: Валентин Сыч и Роберт Черенков заготовили два комплекта наград, хотя многие упрекали их в непоследовательности при объявлении окончательных результатов. Когда РХЛ всё же была образована, Черенков лишился контроля над финансами: новую лигу финансировала уже РАО ЕЭС.
Летом 1996 года в хоккейном ЦСКА произошёл раскол, и в разрешении возникших проблем также принимал участие Сыч. Начальник ЦСКА полковник Александр Барановский, представлявший правительство Самарской области, попытался сместить Виктора Тихонова с поста тренера ЦСКА и убедить его занять президентскую должность. Тихонов отказался уходить, и в итоге его сместили: так появилась команда ХК ЦСКА, тренером которой был Александр Волчков. Изначально Сыч хотел поддержать Тихонова, полагая, что новый клуб должен начинать свои выступления с низшего уровня в чемпионате России, однако позже пошёл навстречу Барановскому. В обмен на допуск ХК ЦСКА к участию в розыгрыше Суперлиги 1996/1997 Барановский взял на себя обязанности по финансированию ЦСК ВВС — женского хоккейного клуба. Всего в сезоне 1996/1997 в первом розыгрыше РХЛ выступали 26 команд: по задумке Сыча, в дальнейшем лигу планировалось сократить сначала до 24 команд, а затем до 22 команд, чтобы усилить конкуренцию и повысить уровень чемпионата. Однако он надеялся на то, что новые хоккейные центры типа Омска или Тюмени не лишатся своего представительства в высшем дивизионе российского хоккея.

#### Последний год работы
В апреле 1997 года российский хоккей потерпел очередную неудачу: женская сборная России не отобралась на олимпийский турнир в Нагано, куда можно было попасть только благодаря успешному выступлению на чемпионате мира. По свидетельствам очевидцев, Валентин Сыч сорвался на крик в адрес капитана женской сборной Жанны Щелчковой, заявив, что вложенные в российскую сборную деньги попросту пропали. Ещё одной неудачей стал чемпионат Европы среди юниоров, завершившийся 20 апреля: российская сборная заняла 4-е место, не удержав титул. За неделю до своей смерти Сыч пригласил последнего из российских хоккеистов в свою административную команду — Алексей Касатонов принял его предложение стать менеджером сборной России по Северной Америке и отвечать за приглашения игроков НХЛ в российскую сборную, хотя изначально предполагал, что Сыч будет уговаривать его войти в заявку сборной на чемпионат мира в Финляндии. Также одним из последних решений Сыча как администратора стало сохранение Игоря Дмитриева на посту тренера сборной России: у Дмитриева была тяжёлая онкологическая болезнь, однако Сыч полагал, что «Дмитриев жив, потому что работает», и не желал «добивать» тренера отставкой. Фактически командой на чемпионате мира руководил Борис Михайлов.
По словам Роберта Черенкова, у Валентина Сыча был рублёвый счёт, на котором на момент его смерти находилась сумма в размере 5 млрд неденоминированных российских рублей (около 920 тысяч долларов США по курсу того времени).

### Личная жизнь
Валентин Сыч был женат, супруга — Валентина Дмитриевна. Дети — дочь Виктория Новикова и сын Дмитрий Сыч, два внука. Валентина Дмитриевна говорила, что Валентин Лукич был настолько погружён в работу, что времени на семью у него не оставалось: в связи с этим супруга водила детей на хоккейные матчи, чтобы те могли встретиться с отцом.

## Убийство
22 апреля 1997 года Валентин Сыч планировал провести совещание с функционерами Федерации хоккея России на тему подготовки сборной России к чемпионату мира в Финляндии, который должен был начаться 26 апреля. Также у него было в планах дать два интервью — газете «Комсомольская правда» и телеканалу НТВ. За сутки до этого соседи сообщили Сычу, что за его особняком в деревне Иванцево Дмитровского района Московской области наблюдали подозрительные люди на старом зелёном автомобиле «Москвич», которые ставили машину на перекрёстке и следили за Сычом, подняв капот и делая вид, что изучают мотор машины. По словам соседей, всякий раз там крутилось двое или трое человек. Супруга Сыча думала, что эти люди — строители.
Утром того дня в 8:40 Валентин Лукич вместе с женой Валентиной Дмитриевной и своим водителем выехал из Иванцево в сторону Москвы на служебном автомобиле Volvo 940. Он должен был подвезти Валентину Дмитриевну до ближайшего магазина, куда она собиралась за продуктами. Когда автомобиль выехал из деревни, сидевший рядом с водителем Сыч увидел тот самый подозрительный «Москвич», который стоял в стороне от дороги с поднятым капотом: заднего номера на машине не было. Сыч сказал водителю объехать машину и притормозить рядом, чтобы записать передний номер. Водителю пришлось сбавить скорость ещё и потому, что на этом участке дороги был крутой поворот. Однако, когда Volvo поравнялась с «Москвичом», из-под открытого капота раздалась автоматная очередь: бандит выхватил автомат и открыл огонь по Volvo. Водитель успел пригнуться, что спасло ему жизнь: в него попала всего одна пуля, легко ранившая его в руку, которую он не успел убрать с руля (по некоторым данным, ему задело пальцы). В самого Валентина Лукича попало 10 пуль — восемь в голову, одна в сердце и одна в плечо (по другим данным — восемь в голову и две в сердце). Его жена получила ранения в висок, плечо и в ногу. По оценке начальника 1-го оперативно-розыскного бюро Департамента уголовного розыска МВД России Андрея Шиловского, преступники выпустили почти 20 пуль «диаметром с тарелку».
Валентин Лукич погиб на месте: считается, что он получил смертельное ранение в голову после попадания пули, прошедшей через левую глазницу навылет и пробившей подголовник. Выскочивший из машины водитель позвал соседку Розу Прокопенко, крикнув, что Сыч расстрелян, а его жена ранена. Соседка отвезла Валентину Дмитриевну в больницу: супруга потеряла много крови и перенесла экстренную операцию. Всего она перенесла четыре операции и позже была признана инвалидом II группы.
Убийца, расстреляв автомобиль, вскочил в свою машину, бросив на дорогу автомат с глушителем, и уехал в сторону Москвы, а через километр пересел в машину сообщника. Зелёный «Москвич» преступники спрятали в 100 м от дороги за грудой старых автомобильных шин. Расстрелянный автомобиль Сыча обнаружили на перекрёстке дорог: на лобовом стекле было восемь пулевых отверстий, боковые окна были разбиты полностью. Было установлено, что автомобиль проехал после нападения по инерции ещё 15 м, прежде чем уткнулся в брошенный на обочине старый большой холодильник. Автомат, из которого производилась стрельба, был найден на дороге, будучи завёрнутым в шерстяные детские брюки; на месте преступления следователи также обнаружили 23 гильзы от патронов калибра 7,62 мм. В Дмитровском районе был объявлен план «Перехват»: началась проверка всех автомобилей на территории района с досмотром.
В тот же день угнанный «Москвич» и оставленное бандитами оружие нашли в заброшенном овраге в 7 км от места преступления: в машине были найдены ещё один автомат и пистолет с глушителем, из которого выстрелы не совершались. Также рядом были найдены следы машины, на которой преступники скрылись с места преступления. Также в ходе обысков был найден техпаспорт с данными прежнего владельца того самого «Москвича», которым оказался Александр Колецков.

## Реакция на убийство
Убийство Валентина Сыча стало шоком для всех сотрудников Федерации хоккея России, которые утверждали, что несмотря на назначение Сыча на пост главы ФХР при странных обстоятельствах, у него в принципе не могло быть врагов. Для отечественного спорта это покушение также стало беспрецедентным, поскольку раньше даже в криминальной атмосфере «лихих девяностых» конфликты не доходили до заказных убийств крупных спортивных чиновников. Заслуженный тренер СССР Евгений Зимин назвал убийство Сыча «преступлением против российского хоккея». Панихида по Валентину Лукичу Сычу состоялась 25 апреля 1997 года в траурном зале крематория. В этот же день Сыч был похоронен на Троекуровском кладбище в Москве, на 4-м участке.
После смерти Валентина Лукича Сыча обязанности президента Федерации хоккея России до ближайших выборов исполнял Юрий Васильевич Королёв. На пост президента ФХР некоторое время претендовал Михаил Безруков, которого поддержали предшественник Сыча на посту главы ФХР Владимир Петров и Роберт Черенков. Однако в итоге на высший пост был избран президент московского хоккейного клуба «Динамо» Александр Стеблин, приступивший к своим обязанностям 30 мая 1997 года. Из опасений за свою жизнь больше года Стеблин везде появлялся в сопровождении охраны.

## Расследование убийства
Поначалу уголовное дело об убийстве Сыча расследовала Московская областная прокуратура, затем оно было передано в Генпрокуратуру РФ. Для расследования была создана специальная оперативно-следственная бригада. Среди версий убийства фигурировали конфликты убитого с другими спортивными функционерами, стычки с соседями по даче и даже связь деятельности Сыча с таможенными льготами ФХР, которая изучалась следователями в первую очередь; эту версию в качестве основной рассматривала и пресса. В ходе следствия были допрошены около 3 тысяч человек. Следственной группой по делу Сыча руководил Георгий Чуглазов.

### Версия о внешнеэкономической деятельности ФХР
Основным аргументом в пользу связи убийства с коммерческой деятельностью ФХР был тот факт, что многие руководители организаций, имевших крупные таможенные и налоговые льготы, становились жертвами заказных убийств. В частности, при похожих обстоятельствах был убит президент Всероссийского общества глухих Валерий Кораблинов, чей автомобиль был расстрелян из засады на одной из подмосковных дорог, хотя сам Кораблинов напрямую не участвовал ни в каких сделках по импорту. Следствие предполагало, что Валентин Сыч мог стать нежелательным свидетелем криминального распределения средств, заработанных на этих льготах.
В 1990-е годы правительство Российской Федерации раздавало разные таможенные и налоговые льготы многим общественным федерациям, среди которых ведущим был Национальный фонд спорта, ставший крупнейшим импортёром водки (в 1995 году он ввёз в Россию более 200 млн л водки). Он имел возможность продавать любые товары, а получаемые суммы передавал разным спортивным федерациям, и на этом фоне выделялась ФХР, которая имела право сама реализовывать акцизные марки и по своему усмотрению распоряжаться всеми полученными от этого суммами. В частности, в 1995 году ФХР занимала третье место в списке импортёров водки, уступая только Национальному фонду спорта и ТОО «НФС-Нева» — объём импорта в 1995 году по льготным контрактам ФХР достигал 15,2 млн. литров, а сумма всех сделок превышала 13 млн. долларов США. Однако при этом федерация играла роль посредника, наделяя финансовыми полномочиями по импорту коммерческие структуры, и получала от 5 до 10% суммы от сделок в качестве посредников. Также ФХР участвовала в финансовых операциях Российского фонда ветеранов войны в Афганистане и Всероссийского общества глухих.
Коммерческая деятельность Федерации хоккея России подробно изучалась следствием в самые первые дни расследования: в штаб ФХР была направлена группа оперативных работников, изъявшая всю коммерческую документацию. Следствие установило, что Федерации было передано семь внешнеэкономических контрактов на сумму несколько сотен миллионов долларов США. Вице-президент ФХР и бывший глава МХЛ Роберт Черенков утверждал, что Сыч якобы не отдал крупную сумму денег по определённой договорённости, что и стало причиной убийства. Однако подробное изучение финансовой документации ФХР не предоставило убедительных доказательств в пользу версии о связи покушения со льготами федерации: следствие в итоге зашло в тупик. Подобная версия в дальнейшем считалась второстепенной по значимости, поскольку таможенные и налоговые льготы более не распространялись на ФХР.

### Обвинения в адрес Роберта Черенкова
Среди тех, на кого обратило внимание следствие по ходу изучения обстоятельств дела, наибольшие подозрения пали на Роберта Черенкова — президента Межнациональной хоккейной лиги и вице-президента ФХР. Межнациональная хоккейная лига была фактическим правопреемником чемпионата СССР по хоккею с шайбой, в котором играли не только российские команды, но и клубы ближнего зарубежья. Именно по требованию Сыча Межнациональную хоккейную лигу удалось преобразовать в Российскую хоккейную лигу, исключив оттуда иностранные клубы. Черенков не только лишился главы Межнациональной хоккейной лиги, но и утратил пост вице-президента ФХР, оставшись только на должности преподавателя Академии физкультуры. Позже он предпринял неудачную попытку стать главой новой лиги. Многие журналисты писали, что между Сычем и Черенковым в 1990-е годы велось активное соперничество, переходившее порой в открытое противостояние, хотя и тот, и другой внесли большой вклад в развитие отечественного хоккея: Сыч занимался преимущественно делами общероссийского масштаба, в то время как Черенков решал вопросы национального чемпионата. Тем не менее даже после переизбрания Черенкова на пост главы МХЛ накал в отношениях между ним и Сычем не снизился.
Роберт Черенков был задержан 7 августа 1997 года, а спустя несколько дней следствие предъявило ему обвинения в организации убийства Сыча. Все обвинения против Черенкова строились в основном на показаниях люберецкого хоккейного арбитра Александра Артемьева, который тогда проходил по делу гибели Валентина Сыча как свидетель. Арбитр заявил следствию, что якобы «Черенков просил его найти убийцу и убрать с дороги Сыча», предлагая ему 25 тысяч долларов. Мотивом для убийства якобы было желание Черенкова возглавить самому Федерацию хоккея России. На основании показаний Артемьева Черенкова арестовали и поместили в следственный изолятор «Матросская тишина», откуда его освободили через три месяца. По одной версии, Артемьев сам отказался от данных им показаний, по другой версии — было установлено, что данные Артемьевым показания были заведомо ложными. В частности, один из свидетелей опроверг факт дачи денег Черенковым, поскольку тот не имел никакого отношения к финансовым делам федерации. 14 января 1998 года с Роберта Черенкова были сняты все обвинения и прекращено дело за недоказанностью, а Генпрокуратура извинилась перед ним. Позже Черенков утверждал, что милиция настоятельно пыталась выбить из него признание в организации убийства, а во время пребывания Черенкова под стражей глава МВД Анатолий Куликов успел доложить президенту РФ Борису Ельцину о раскрытии дела и получении доказательств причастности Черенкова к убийству.
Следствие установило, что Черенков был заинтересован в том, чтобы Сыч ушёл со своего поста, но не нашло доказательств того, что он пытался организовать его убийство. Тем не менее родственники Сыча в дальнейшем требовали возобновить рассмотрение дела против Черенкова. Несколько человек, которых суд признал виновными в убийстве Сыча, называли именно Черенкова в качестве заказчика и утверждали, что он угрозами заставил всех свидетельствовавших против него отказаться от прежних показаний. Прокурор Борис Лактионов уже после вынесения приговора по делу об убийстве Сыча сказал, что общался с присяжными и выяснил, что если бы на скамье подсудимых находился Черенков, те точно так же признали бы его виновным в заказном убийстве Сыча.

### Задержание преступников
После опроса множества людей уже на второй день был составлен фоторобот подозреваемых в совершении убийства. По заявлению газеты «Спорт-Экспресс», через два месяца после убийства в милицию пришёл с повинной некий гражданин Украины, который заявил, что заказчики преступления изначально наняли именно его для убийства Сыча, но он отказался в последний момент это делать. Согласно материалам газеты «Очная ставка» и статье авторства Еремея Парнова, несостоявшемуся убийце заказчики по неизвестным причинам не сообщили, кем является будущая цель. Позже выяснилось, что заказчики обратились к гражданину Азербайджана для выполнения заказа на устранение Сыча, но тот, получив деньги, сбежал в Азербайджан. Телеканал НТВ в одном из документальных расследований сообщил, что заказ приняли трое граждан Азербайджана, купившие подержанный «Москвич» и получившие аванс в размере 10 тысяч долларов, однако они растратили все эти деньги.
Зимой 1997 года по обвинению в совершении убийства Валентина Сыча было задержано пять человек — организатор убийства, хоккейный судья Александр Артемьев, который пытался обвинить в убийстве именно Роберта Черенкова; муж племянницы Артемьева и второй организатор убийства Дмитрий Романчиков; водитель «Москвича» Александр Колецков, который снабдил группу оружием и помог киллерам прибыть на место преступления; гражданин Азербайджана, один из соучастников Ариф Исмаилов, который увозил киллеров с места преступления; поставщик оружия Юрий Сергеев. В розыске находился шестой подозреваемый — непосредственный исполнитель убийства, стрелявший по машине Сыча 38-летний отставной прапорщик Вячеслав Пчелинцев. Было установлено, что Пчелинцев служил снайпером в армии, откуда был уволен за неподобающее поведение, к тому же у него была наркотическая зависимость. Следствие связывало Сергеева, Романчикова, Колецкова и Артемьева с Люберецкой ОПГ. Как позже стало известно, техпаспорт на «Москвич» с именем Колецкова был найден по чистой случайности: Пчелинцев носил его с собой в бушлате, но когда решил убраться с места убийства на ЗиЛ-130, забыл из бушлата достать техпаспорт и выбросил его вместе с документом.
Начальник 1-го оперативно-розыскного бюро Департамента уголовного розыска МВД России Андрей Шиловский в 2005 году рассказывал, что для всех задержанных факт задержания стал неожиданностью, и это способствовало тому, что они сразу стали давать показания. Поиски Вячеслава Пчелинцева следствием велись очень долго, поскольку он скрылся из поля зрения органов, узнав об арестах. Однако вскоре следователи проследили звонок, совершённый из города Егорьевск, а после разговора с местными выяснили, что Пчелинцев проживал в доме на окраине города у своей подруги. Вскоре сотрудники группы быстрого реагирования выехали в район: Андрей Шиловский вместе со своим напарником Евгением Филимоновым за три минуты задержали Пчелинцева и доставили в Москву, где он стал добровольно давать показания по поводу убийства. Пчелинцев признался, что ему заплатили около 2700 долларов за убийство, и именно деньги стали его основным мотивом. Общая картина, по версии следствия, была такова: Сергеев должен был приобрести оружие для расправы над Сычем, Колецков должен был подвезти убийцу к месту нападения, Романчиков искал подходящего киллера, а Артемьев платил убийце деньги. На всю подготовку убийства у Артемьева как организатора ушёл год. Исмаилов на допросе заявил, что Пчелинцев угрожал убить его, если тот не согласится помочь преступникам.

### Судебные слушания
Перед судом предстали обвинявшийся непосредственно в убийстве Вячеслав Пчелинцев, заказчики убийства Александр Артемьев и Дмитрий Романчиков, пособники Ариф Исмаилов и Александр Колецков, а также Юрий Сергеев, которому инкриминировалась продажа преступникам автомата и пистолета. Роберт Черенков, которому прежде предъявляли обвинения, на судебном процессе выступал уже в качестве свидетеля. Слушание дела переносилось несколько раз и началось только 28 января 1999 года, но вскоре было приостановлено до середины февраля. Причиной стало требование подсудимых, чтобы их дело рассматривал суд присяжных.
По ходу судебного следствия Александр Артемьев сначала отказался давать показания, пока не будет оглашена позиция Владимира Петрова, но позже выступил на суде, заявив, что Черенков обращался к нему с просьбой найти людей, которые могли бы переговорить с Сычем и восстановить нормальные отношения: ими были некто Юсупов и Исмаилов. Встречу Черенкова и Сыча планировалось провести на даче Валентина Лукича. После дачи этих показаний Артемьев вскоре перестал отвечать на вопросы суда: он объяснял это тем, что последующая дача показаний приведёт к тому, что «семью Артемьева ждут неприятности». В дальнейшем Артемьев передавал суду записки, в которых утверждал, что может назвать всех заказчиков убийства, однако адвокаты якобы запрещали ему это делать.
На суде Артемьев отрицал факт того, что просил денег в долг у Сыча или Безрукова, однако Роберт Черенков дал иные показания. Он сказал, что Артемьев действительно просил у него 25 тысяч долларов для того, чтобы «прокрутить» некое коммерческое дело: эта просьба звучала 3 июля 1997 года, в день выборов в Федерации хоккея Московской области, но Черенков отказал Артемьеву. Тот обратился с просьбой затем уже к Михаилу Безрукову, президенту Федерации хоккея Московской области и директору Стадиона юных пионеров. В итоге Артемьев получил нужную сумму 7 июля с обязательством вернуть их через месяц без каких-либо процентов. В конце слушаний прокурор Борис Лактионов высказал мнение, что суд не захотел доказывать вину заказчиков, а Артемьев, собравший преступную группу, якобы собирался после убийства возглавить должность в ФХР по руководству судьями.

### Приговор и мнения
В марте 1999 года присяжные признали виновным Вячеслава Пчелинцева как непосредственного исполнителя убийства и Александра Артемьева как заказчика убийства. Все люди, оказавшиеся на скамье подсудимых, в ходе судебного следствия признали свою вину. 30 марта Московский областной суд признал всех шестерых виновными и вынес им приговор: Пчелинцев был приговорён к 19 годам лишения свободы, Артемьев — к 15 годам, Романчиков — к 13 годам, Исмаилов — к 12 годам, Колецков — к 11 годам, Сергеев — к 4 годам. Всех, кроме Сергеева, обязали отбывать наказание в исправительной колонии строгого режима, Сергеев же должен был отсидеть свой срок в колонии общего режима. Пчелинцева в ходе судебного следствия также обязали направиться на принудительное лечение от наркотической зависимости.
На суде Валентина Дмитриевна также подала иск о возмещении причинённого её здоровью вреда (в связи с тем, что она стала инвалидом II группы) и о компенсации морального ущерба в связи с гибелью мужа. Суммарные исковые требования вдовы составили 3,75 млн. рублей. Суд удовлетворил её иск, но снизил размер компенсации до 1,675 млн. рублей, а также обязал Пчелинцева возместить затраты ФХР на ремонт расстрелянного автомобиля Сыча, составлявшие 7390 долларов США. После вынесения приговора Колецков, Исмаилов и Артемьев написали кассационные жалобы в Верховный суд Российской Федерации, а в июне и августе 2000 года состоялись два заседания, на последнем из которых Артемьев снова обвинил Роберта Черенкова в организации убийства Сыча, объяснив, что уже давал эти показания, но вынужден был по ходу судебного следствия отказаться от них. Приговор всем троим в итоге был оставлен в силе. Уже позже Исмаилов направил три письма Валентине Дмитриевне с просьбой простить его за совершённое преступление, поскольку он не хотел, чтобы оно отразилось на его детях. В одном из писем он заявил о причастности Черенкова к заказному убийству: Черенков воспринял это обвинение крайне болезненно, назвав письмо подделкой.
В настоящее время встречаются мнения о том, что главные заказчики преступления всё ещё на свободе. В частности, дочь Валентина Лукича выражала сомнения в том, что Артемьев мог быть заказчиком убийства Сыча или что отца могли убить «люберецкие бандиты». Артемьев и Черенков в дальнейшем неоднократно обвиняли друг друга в организации убийства Сыча, хотя Черенков допускал, что Артемьев мог пойти на преступление под влиянием каких-то крупных фигур.

## Мнения и оценки
Большинство людей отмечают значительный вклад Валентина Лукича Сыча в стабилизацию и развитие хоккея в Российской Федерации. В частности, журналист Александр Петров утверждал, что у Сыча была хорошая профессиональная команда, включавшая в себя разных тренеров, президентов хоккейных клубов и иных высококлассных специалистов. Будучи президентом Федерации хоккея России, Сыч вынужден был работать в условиях разрухи, вызванной последствиями перехода России к новому общественному строю. Тем не менее работавшие с ним сотрудники и его современники утверждали, что Сыч спас российский хоккей, не дав ему окончательно развалиться и начав выводить его из кризиса, в котором тот оказался в послеперестроечную эпоху. Президент ИИХФ Рене Фазель отмечал, что Сыч возглавил ФХР в крайне тяжёлое время, но справился со всеми вызовами. Сам Сыч говорил, что хоккей оставался народным видом спорта в стране: матчи чемпионата России и игры женской сборной в Магнитогорске собирали полные трибуны, хотя при этом не все московские клубы могли привлечь зрителя так, как это умели делать отдельные команды. Пышные мероприятия по случаю 50-летия отечественного хоккея, проведённые в Кремлёвском Дворце съездов, подтвердили намерения Сыча развивать хоккей и дальше в стране. Сыч также сыграл важную роль в восстановлении престижа всесоюзного и всероссийского хоккейного турнира «Золотая шайба»: он утверждал, что сумел создать стройную систему соревнований, которой не было даже в СССР. В каникулы проводились турниры среди детских команд по пяти возрастным группам, устраивались состязания сборных пяти регионов, а все расходы на себя брала ФХР, пользуясь поддержкой Олимпийского комитета России, правительства Российской Федерации и местных властей. В то же время из-за нехватки катков и тренеров на Федерацию возлагались дополнительные обязательства в плане поддержки турнира «Золотая шайба». Свой авторитет он также повысил, отправляя несколько раз на чемпионат мира за счёт Федерации хоккея России большие группы журналистов и специалистов, а также организуя для них застолья.
Многие хоккейные тренеры и функционеры считали Валентина Сыча внешне «холодным и неприступным человеком», крайне суровым, который мог в пылу обсуждений «не стесняясь в выражениях, врезать по полной программе» или даже «переступить через человека». В то же время он был выдающимся спортивным руководителем, а в действительности ещё и чутким человеком с мягким и отзывчивым характером. Заслуженные тренеры СССР Анатолий Кострюков, отмечая крайне высокую требовательность Сыча к подчинённым и стиль работы, который многим не нравился, считали принимаемые им решения продуманными и взвешенными. Тренер сборной России в 1995—1996 годах Владимир Васильев говорил, что Сыч был высокообразованным и культурным человеком, а также очень колоритным руководителем с большим влиянием во многих сферах: по его словам, Валентин Лукич всегда выслушивал специалистов перед принятием важного решения, но если был в чём-то твёрдо убеждён, то не отступал от своих намерений никогда. Борис Майоров отмечал крайне высокую требовательность Сыча к себе и окружающим, совмещённую с его трудолюбием: Сыч мог повысить голос и отчитать подопечных, но в то же время умел гасить конфликты и выходить из самых сложных ситуаций. Майоров называл его «человеком системы», успехи которого были намного больше всех негативных моментов. Старший тренер мужской сборной России по биатлону Николай Лопухов называл Сыча своим идеалом руководителя, действовавшим «жёстко, но по делу». Журналист Александр Петров называл Сыча «добытчиком и кормильцем», который умел работать с людьми и быстро адаптировался в кругу руководителей хоккейных клубов. 
В то же время президент МХЛ Роберт Черенков оценивал деятельность Валентина Сыча неоднозначно в связи с тем, что между обоими руководителями в 1990-е годы было соперничество, порой переходившее в открытое противостояние и приведшее к тому, что Черенков утратил рычаги влияния в российском хоккее. В 1994 году Черенков приветствовал назначени Сыча на должность президента ФХР, однако некоторые управленцы говорили ему, что тот «хлебнёт горя» при сотрудничестве с Сычём. Сам Роберт Дмитриевич говорил, что Валентин Лукич не был интриганом, но во время работы «не надо было забывать о его комсомольской закваске». Черенков, не простив своего ухода с поста президента МХЛ и расформирования лиги, называл Сыча «больным единовластием» человеком, который совершил множество плохих поступков, а также считал, что Сыч — не тот человек, за которого себя выдаёт. Журналист Александр Петров писал, что Сыч обладал специфическим отношением к деньгам и не желал ни с кем делить ни влияние в Федерации хоккея России, ни контроль над финансовыми потоками: считая Черенкова слишком самостоятельным и неподконтрольным в ряде вещей, он «повёл массированную атаку» на него, что привело к развалу МХЛ. Несмотря на то, что многие из чиновников ФХР не одобряли подобное решение, они не воспротивились Сычу. Петров связывал это с тем, что руководители хоккея «прикипели» к президенту ФХР, получая от него всяческие поощрения и решая с его помощью многие вопросы, поэтому могли закрывать глаза на некоторые его действия, «находившиеся за гранью порядочности и этики». Черенков, выражая недовольство тем, что Сыч постоянно проталкивал свои интересы в деятельности ФХР, отрицал свою причастность к убийству президента ФХР и утверждал, что у него и в мыслях не было подобных намерений. По мнению Роберта Дмитриевича, заказчиком мог быть именно Артемьев, который изначально пытался снять Сыча с должности за счёт компромата, связанного с контролем над финансовыми потоками ФХР, однако в то же время Черенков допускал, что за Артемьевым могли стоять иные влиятельные фигуры.
По словам журналиста Еремея Парнова из газеты «Очная ставка», Сыч был жёстким руководителем и человеком, принципиальным в отношении некоторых бизнесменов с криминальным прошлым. Среди знакомых он слыл чиновником, который никогда не брал взяток и не прогибался ни перед кем. Незадолго до своей смерти Сыч заявил в ряде интервью, что причиной упадка российского хоккея была организованная преступность, поскольку преступные группировки пытались взять под свой контроль все хоккейные клубы в России, вынуждая тренеров и судей манипулировать результатами встреч. Позже стали звучать утверждения, что Сыч таким образом нажил себе врагов, которые решили от него избавиться. Валентину Лукичу поступали предупреждения о том, что на него может быть совершено покушение, а в его адрес звучали даже угрозы расправы над ним самим и над семьёй. В разговорах с коллегами Сыч говорил, что ему звонили неизвестные, требовавшие от него уйти с поста главы ФХР: последний подобный звонок поступил за сутки до убийства. Тем не менее Сыч постоянно отклонял предложения нанять охрану. Существовала версия, что он был убеждён, что с учётом его веса и влияния в российском хоккее на него просто никто не сможет поднять руку.

## Награды
- Орден Дружбы народов (9 апреля 1980)[56]
- Орден Почёта (22 апреля 1994)[57]
- Орден «Знак Почёта» (10 мая 1976)[58]
- Медаль «За трудовую доблесть» (28 июля 1968)[58]
- Заслуженный работник физической культуры Российской Федерации (20 декабря 1996)[58]

## Память
- В апреле 1998 года Международная федерация хоккея с шайбой посмертно наградила Валентина Сыча своей золотой медалью за его вклад в подготовку к хоккейному турниру зимних Олимпийских игр в Нагано[28].
- В 1998 году Профессиональной хоккейной лигой и Федерацией хоккея России был учреждён приз, названный именем В. Л. Сыча и вручаемый лучшему руководителю хоккейного клуба[5]. В 2009 году был впервые вручён в качестве одного из призов Континентальной хоккейной лиги[59].
- В 2001 году фильм Евгения Богатырёва «Валентин Сыч. Портрет на фоне спорта» продолжительностью 52 минуты был признан лучшим фильмом по итогам международного фестиваля спортивных телепрограмм и документальных фильмов «Золотая антенна» в болгарском городе Албена и получил там Гран-при[60].
- 6 марта 2004 года Валентин Сыч был избран в Зал славы отечественного хоккея[2][3].

## В фильмах
В 1999 году режиссёром Вахтангом Микеладзе и тележурналистом Юрием Краузе был снят документальный фильм «Смертельный буллит. Дело 1997 года» из цикла «Документальный детектив», который был показан на телеканале ОРТ 15 октября 1999 года. Также о деле Сыча рассказывалось на НТВ в программе Николая Николаева «Независимое расследование» (серия «Хоккей под прицелом», 2000 год) и документальном сериале «Первая кровь» (серия «Смерть в свои ворота», 2010 год).
В вышедшем в 2013 году фильме «Легенда № 17» Владимир Меньшов сыграл роль чиновника Эдуарда Михайловича Балашова, куратора сборной СССР и члена ЦК КПСС. Отчасти прототипом Балашова, согласно заявлению Федерации хоккея России, послужил именно Валентин Сыч, хотя на Суперсерию в Канаду он не летал.